# Dre Kirkpatrick
D'Andre Lawan Kirkpatrick, detto Dre (Gadsden, 26 ottobre 1989), è un giocatore di football americano statunitense che milita nel ruolo di cornerback per gli Arizona Cardinals della National Football League. Fu scelto dai Cincinnati Bengals come 17º assoluto del Draft NFL 2012. Al college ha giocato a football all'Università dell'Alabama dove vinse due titoli nazionali.

## Carriera

### Cincinnati Bengals
Kirkpatrick fu scelto come diciassettesimo assoluto del primo giro nel Draft NFL 2012 dai Cincinnati Bengals. Il 24 luglio, il giocatore si fratturò un ginocchio mentre si stava allenando in vista del training camp, costringendolo a uno stop di sei settimane. La sua prima stagione si concluse con 5 sole gare disputate e 4 tackle.
Nella settimana 13 della stagione 2013, Kirkpatrick fece registrare il primo intercetto in carriera ai danni di Philip Rivers dei San Diego Chargers. Nell'ultima sfida della stagione Cincinnati batté Baltimore concludendo l'annata imbattuta in casa, in una gara in cui Dre mise a segno due intercetti su Joe Flacco. La sua annata si concluse con 30 tackle, un sack e tre intercetti.
Il primo intercetto del 2014, Kirkpatrick lo fece registrare nella settimana 15 su Johnny Manziel nella vittoria per 30-0 sui Browns. Sette giorni dopo intercettò Peyton Manning ritornando il pallone per 30 yard in touchdown, in quella che fu l'azione che diede ai Bengals la certezza della vittoria sui Broncos e la quarta qualificazione ai playoff consecutiva. Per questa prova fu premiato come miglior difensore della AFC della settimana.
Kirkpatrick fu svincolato dai Bengals il 31 marzo 2020 dopo otto stagioni.

### Arizona Cardinals
Il 23 agosto 2020 Kirkpatrick firmò con gli Arizona Cardinals.

## Palmarès
- Difensore della AFC della settimana: 1

16 del 2014
College
- Campione NCAA: 2

Alabama Crimson Tide: 2009, 2011